# Igor Tičar
Igor Tičar, slovenski inženir elektrotehnike, gospodarstvenik, profesor in nekdanji rektor Univerze v Mariboru,  * 18. februar 1949, Maribor.
Po maturi je leta 1975 diplomiral na Fakulteti za elektrotehniko Univerze v Ljubljani, kjer je nekaj časa deloval kot raziskovalec. Po vrnitvi v Maribor se je sprva zaposlil v Tovarni kovinske opreme Primat in leta 1976 kot asistent na Oddelku za elektrotehniko takratne Visoke tehniške šole v Mariboru. Doktorsko disertacijo je pripravljal na Tehniški univerzi v Gradcu in jo leta 1993 zagovarjal na Univerzi v Mariboru.
Leta 2003 je bil izvoljen za dekana Fakultete za elektrotehniko, računalništvo in informatiko, krajše FERI, kjer je funkcijo opravljal dva mandata. Največji dosežek njegovega mandata je izgradnja sodobnega prizidka matične fakultete.
Vrsto let je bil dejaven tudi v gospodarstvu, saj je bil predsednik nadzornega sveta v Nigradu in Toplotni oskrbi Maribor (danes Energetika Maribor), nadzornik pa je bil tudi v Holdingu slovenskih elektrarn. Dva mandata je bil tudi mestni svetnik v Mestni občini Maribor.
Leta 2015 je bil v drugem krogu z 61,3 % glasov izvoljen za osmega rektorja Univerze v Mariboru.